# Efim Zelmanov
Efim Isaakovich Zelmanov (russisk: Ефи́м Исаа́кович Зе́льманов tr. Jefim Isaakovitj Selmanov ; født 7. september 1955 i Khabarovsk) er en russisk matematiker, der er kendt for sine kombinatoriske problemer inden for nonassociativ algebra og gruppeteori, der inkluderer hans løsning af Burnsides begrænsede problem. Han modtog Fieldsmedaljen ved den Internationale kongres for matematikere i Zürich i 1994.

## Karriere
Zelmanov blev født ind i en jødisk familie i Khabarovsk i Sovjetunionen (nu i Rusland). Han begyndte på Novosibirsk Statsuniversitet i 1972 i en alder af 17 år. Han fik en sin ph.d.grad på Sankt Petersborgs Statsuniversitet i 1985. Han havde en stilling på universitet i Novosibirsk frem til 1987, hvor han forlod Sovjetunionen.
I 1990 flyttede han til USA, hvor han blev professor på University of Wisconsin–Madison. Han arbejdede på University of Chicago i 1994 og 1995, og flyttede herefter til Yale University. I 1996 æresprofessor på Korea Institute for Advanced Study og året efter blev han æresdoktor på Fernuniversität in Hagen i Tyskland. I 2002 fik han job som professor på University of California, San Diego.
Zelmanov blev valgt som medlem af U.S. National Academy of Sciences i 2001, i en alder af 47 år, hvilket gjorde ham til det yngste medlem af matematikdelen af akademiet.
Han er også medlem af American Academy of Arts and Sciences (1996) og "foreign member" af Korean Academy of Science and Engineering og af Spanish Royal Academy of Sciences. I 2012 blev han fellow i American Mathematical Society.
Zelmanov har givet forelæsninger ved International Congress of Mathematicians i Warszawa (1983), Kyoto (1990) og Zürich (1994).
Zelmanovs tidlige arbejde handlede om Jordan algebra i uendelig dimensioner. Han påviste at Glennie's identitet i i særlige tilfælde genererer alle identiteter der holder. Han påviste herefter at Engel identitet for Liealgebra indebærer nulpotens i de tilfælde med uendelige dimensioner.